# Чехов (Брянская область)
Чехов — посёлок в Злынковском районе Брянской области, в составе Вышковского городского поселения. 
 Расположен в 9 км к западу от Злынки, в 8 км к юго-западу от Вышкова, у границы с Белоруссией. 
 Постоянное население с 2003 года отсутствует.
Чехов находится в 100 метрах от границы с Республикой Беларусь 

## История
Возник в начале XX века на территории, исторически относившейся к Могилёвской (с 1919 — Гомельской) губернии. В середине 1920-х годов передан в Новозыбковский уезд, в составе которого вошёл в Брянскую губернию.
До 1954 года — в Каменском сельсовете, в 1954—2005 гг. — в Добродеевском сельсовете.
| Годы      | 1926 | 1979 | 1989 | 2002 | 2010 |
| --------- | ---- | ---- | ---- | ---- | ---- |
| Население | 150  | 85   | 58   | 8    | 0    |